# Remixes (album Coldplay)
Remixes – minialbum brytyjskiego zespołu Coldplay nagrany na 12-calowych płytach winylowych. Zawiera trzy remiksy utworów „Clocks” i „God Put a Smile upon Your Face” pochodzących z albumu A Rush of Blood to the Head wydanego w 2002 roku. Zostało wyprodukowanych zaledwie 1000 kopii płyty. Można było je nabyć na stronie internetowej zespołu.

## Lista utworów
1. „Clocks” (Röyksopp Trembling Heart Mix) – 5:40
2. „Clocks” (Röyksopp Trembling Heart Instrumental Mix) – 5:40
3. „God Put a Smile upon Your Face” (Def Inc. Remix; gośc. Mr Thing) – 5:28